# Elsenau (Gemeinde Schäffern)
Elsenau ist ein Ort im Wechselland in der Steiermark wie auch Ortschaft und Katastralgemeinde der Gemeinde Schäffern im Bezirk Hartberg-Fürstenfeld. Die Ortschaft hat 245 Einwohner (Stand 1. Jänner 2024).

## Geographie
Der Ort liegt an der Ostabdachung des Wechsels, unweit der niederösterreichischen Grenze, und kann auch schon in den Raum der Bernsteiner Berge respektive der Buckligen Welt gerechnet werden. Er befindet sich etwa 20 Kilometer nordöstlich der Stadt Hartberg, 4 Kilometer östlich von Pinggau/Friedberg, und 3½ km südlich des Gemeindehauptortes Schäffern.
Die Rotte Elsenau liegt als Straßendorf im Tal des Schäffernbachs, auf um die 510 m ü. A. Höhe. Der Bach mündet 3 km südwestlich bei Tanzegg-Schäffernsteg in die Pinka. Durch den Ort verläuft die Elsenauerstraße (L423), die bei Schäffernsteg von der  Abzweigung von der Steinamangerer Straße (B63) abzweigt, den Schäffernbach entlangläuft, und hinter Laglmühle als niederösterreichische L146 über Gschaidt und Hochneukirchen nach Krumbach weiterführt. Dabei bildet die Landesstraße – im Ort die Alte Landesstraße –  hier die Grenze zu Sparberegg (Gemeinde Pinggau) und Götzendorf. Die Häuser talauswärts links der Straße gehören zur Katastralgemeinde Götzendorf, wenige auch zu Sparberegg, und werden als Elsenau-Sparberegg geführt (was heute nurmehr die Sparberegger Häuser bezeichnet). Die Ortslage umfasst etwa 35 Häuser.
(In der) Elsenau ist auch der Name der ganzen Talung des mittleren Schäffernbachs. Diese Ortschaft erstreckt sich noch bachaufwärts über Laglmühle bis zur Hofersiedlung, die schon direkt beim Ort Schäffern liegt. Das umfasst knapp 100 Adressen mit etwa 300 Einwohnern. Dazu gehört auch die Ruine Bärnegg talauswärts oberhalb des Ortes.
Zur Katastralgemeinde Elsenau mit 872 Hektar gehört auch die Ortschaft Karnegg, die sich nordwestlich des Ortes am Rücken und in das Tal des Sulzbachs erstreckt. Dieser Bach bildet ab der Linie Bärneggraben –  Samer die westliche Katastalgrenze. Östlich geht sie bis an die Landesgrenze am Gemeinderiegel (744 m ü. A.) bei Ulrichsdorf, und dem 802 m hohen Mugel bei Schäffern.
| Anger (KG) Karnegg (O)            | Schäffern (O u. KG)                                                   | Zöbern (O, KG u. Gem., Bez. Neunkirchen, NÖ) Gschaidt (KG, ∗ Gem. Hochneukirchen-Gschaidt, Bez. Wr. Neustadt-Land, NÖ) |
| Wiesenhöf (O u. KG, Gem. Pinggau) | Kompassrose, die auf Nachbargemeinden zeigt                           | Ulrichsdorf (O, ∗ KG Gschaidt, Gem. Hochneukirchen-Gschaidt, Bez. Wr. Neustadt-Land, NÖ)                               |
|                                   | Elsenau-Sparberegg Reitbichl Sparberegg (O u. KG) (alle Gem. Pinggau) | Götzendorf (O u. KG)                                                                                                   |

∗ Die Einzellagen an der Landesgrenze gehören zu Ulrichsdorf, daher grenzt die Ortschaft Gschaidt nicht direkt an.

## Geschichte, Kultur und Sehenswürdigkeiten

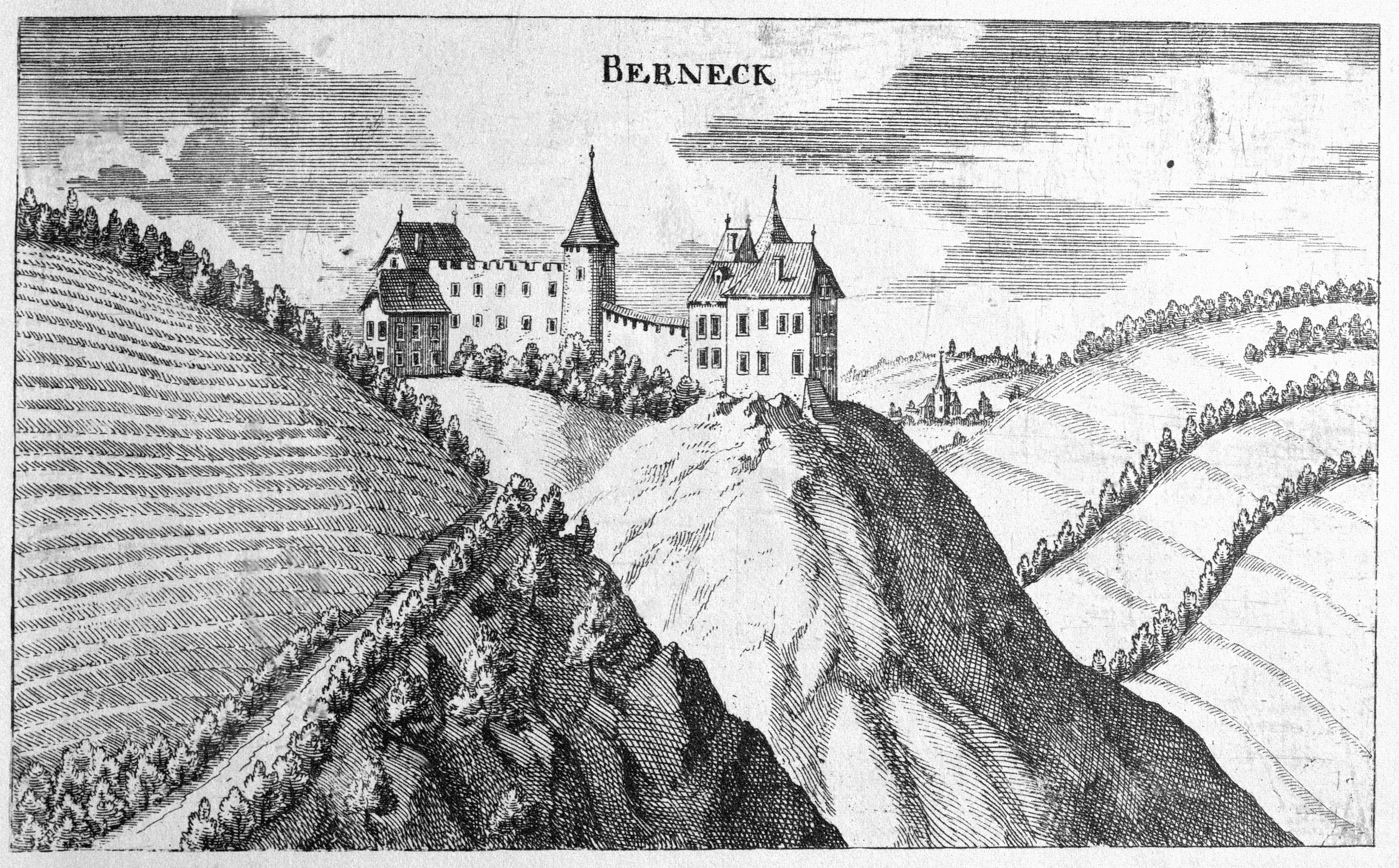
Berneck in der Elsenau (Vischer 1681)

Die Burg Bärnegg (Perneck) wurde im späten 12. Jahrhundert, und ihre Herrschaft umfasste den ganzen Raum der steirischen Nordwestspitze östlich des Wechsel. Am heutigen Dreiländereck grenzte schon das Königreich Ungarn an. Das Gebiet gehört ursprünglich zum Chorherrenstift Vorau, dann den Herren von Schildgraben, den Pernern und den Rindsmaul. Die Burg ist erst in den letzten Jahrzehnten zur Ruine verfallen, steht aber unter Denkmalschutz (Listeneintrag).
Die Ortslage selbst ist schon 1316 als Puschenaw (‚Busch-Aue‘) urkundlich, und 1521 als Elsenaw (zu ‚Else‘, Traubenkirsche).
Kirchlich gehörte der Ort anfangs zur Pfarre Bärnegg, die Pfarrkirche Hl. Nikolaus stand bei der Burg und war Grablege der Perner von Pernegg. Sie wurde bis 1531 genutzt und verfiel in der Zeit der Gegenreformation. Bis 1741 wurde sie spätbarock neuerrichtet, verfiel durch die abgelegene Lage aber neuerlich, und wurde 1915 für den Neubau eines abgebrannten Bauernhauses bis auf den Turm weitgehend abgetragen. Auch diese Ruine ist heute denkmalgeschützt. Nach Auflösung der Pfarre Bärnegg gehörte Elsenau zu der dem Augustiner-Chorherrenstift Reichersberg (seit 1991 wieder Vorau) angegliederten Pfarrkirche Schäffern, die schon seit 1393 geschlossen urkundlich ist.
Eine interessante, Glockenturmartige Kapelle steht gegenüber vom Gasthaus Jostl (Zingl), sie wurde 1833 erbaut und ist ebenfalls denkmalgeschützt. Die Friedenskapelle beim Anwesen  Gamperl wurde 1989 errichtet.

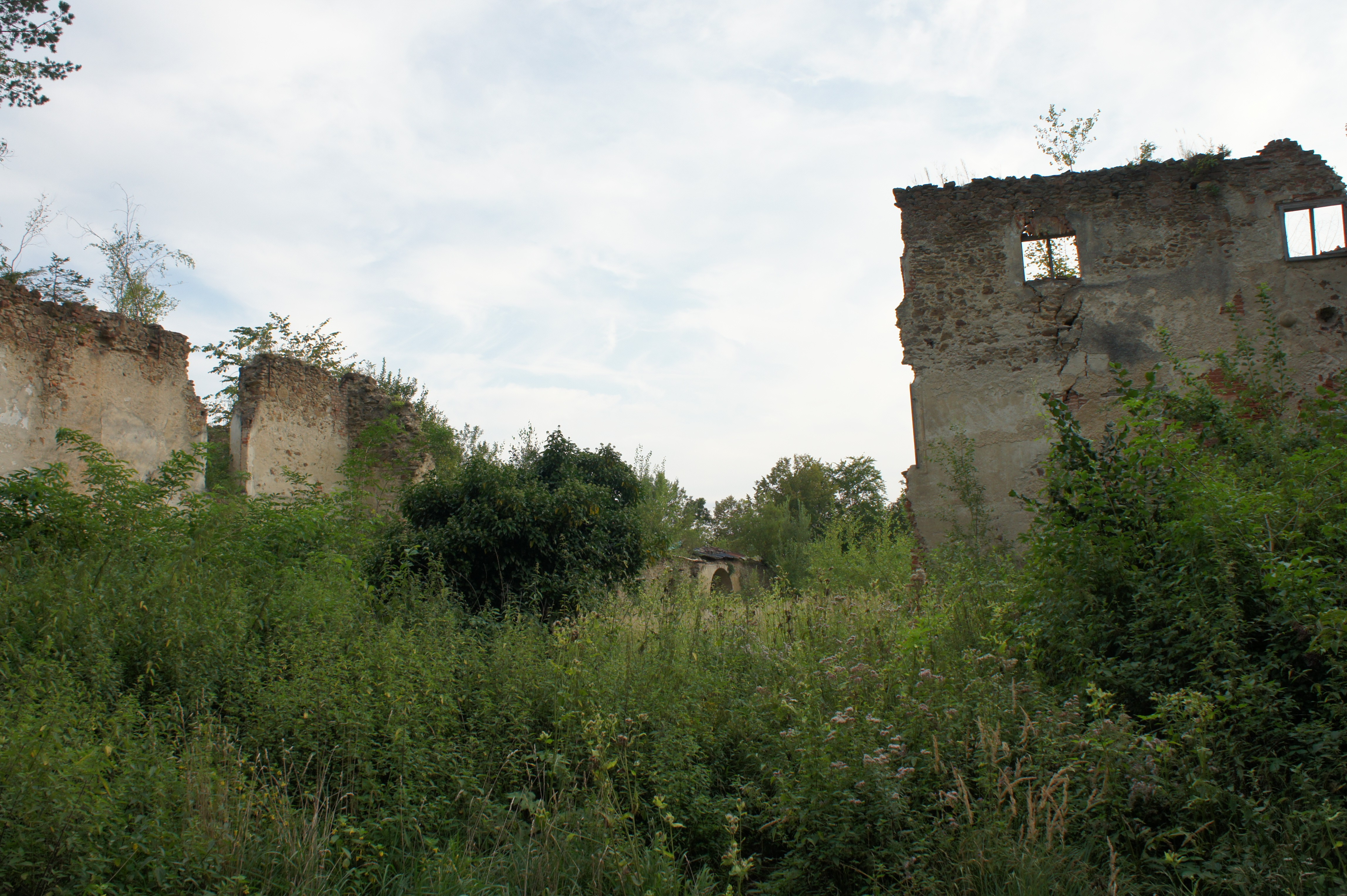
Burgruine Bärnegg
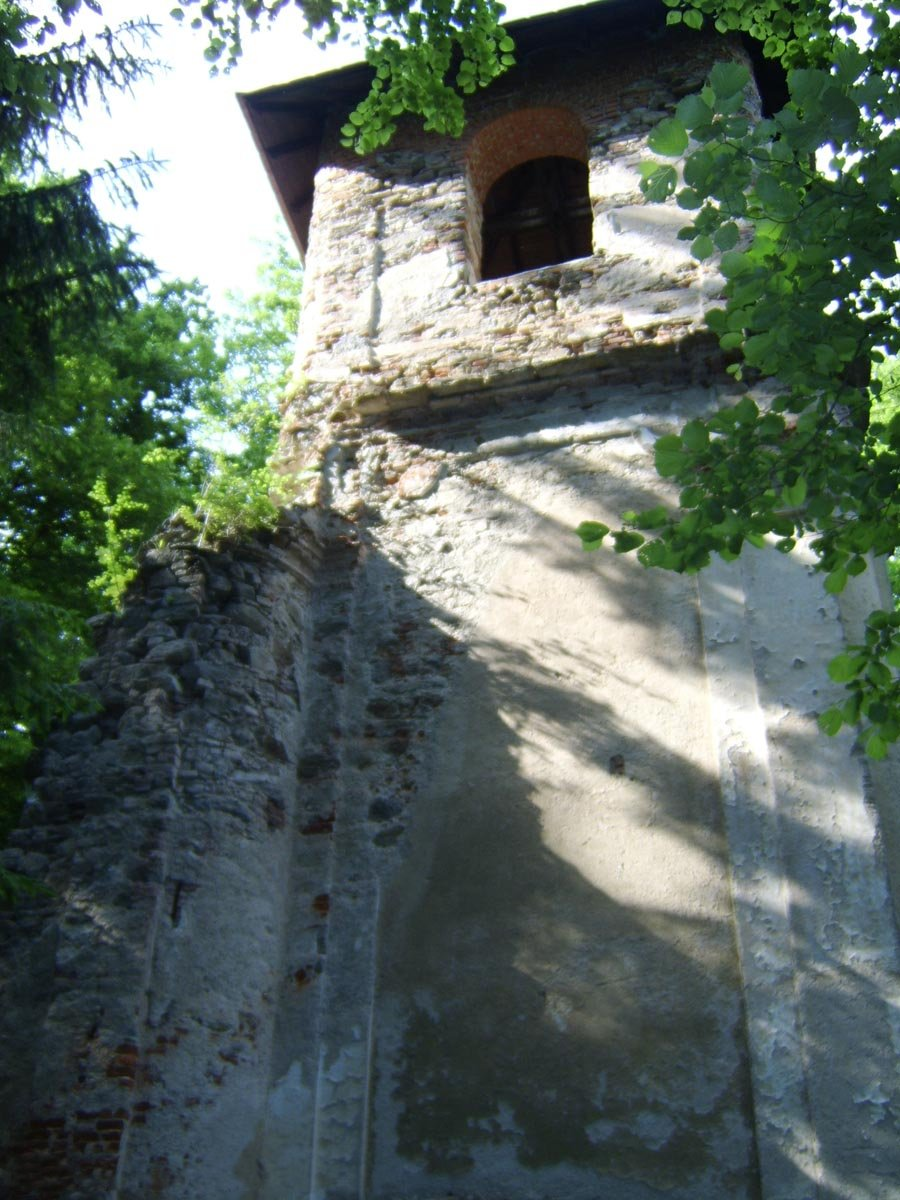
Kirchenruine Bärnegg
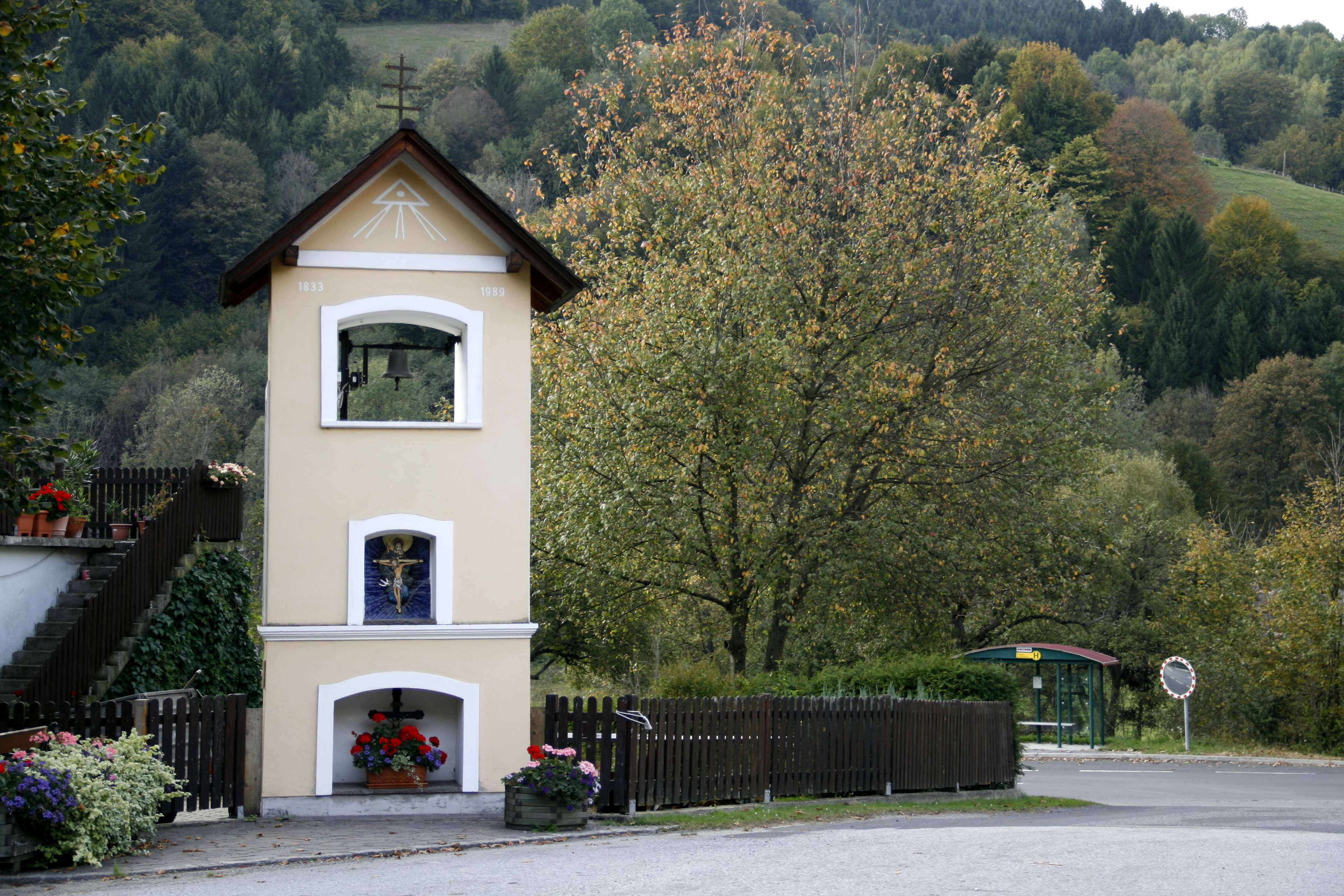
Glocken-Bildstock beim vlg. Jostl

Das heutige Gebiet des Ortes war schon seit Schaffung der Ortsgemeinden nach 1848/49 an der Straße geteilt, zwischen Schäffern und Sparbaregg (1964 Sparberegg). Die dortigen Häuser bildeten die Ortschaft Elsenau Sparberegg (Ortschaftskennziffer 15202). Per 1968 kam die Gemeinde Sparberegg zu Schäffern, damit lag der ganze Ort in einer Gemeinde. Im Jahr darauf kam die Ortschaft/Katastralgemeinde Sparberegg aber zu Pinggau. Die Ortschaft Elsenau Sparberegg wurde 2012 aufgelöst und zu Elsenau gegliedert, die Ortslage des Namens Elsenau-Sparberegg wird heute im Pinggauer Gemeindegebiet verortet. Im selben Jahr wurden auch die zerstreuten Häuser Karnegg eine eigene Ortschaft.
| Herzogtum Steiermark | Herzogtum Steiermark | Herzogtum Steiermark | Herzogtum Steiermark | Herzogtum Steiermark | Herzogtum Steiermark | Herzogtum Steiermark | Herzogtum Steiermark | Herzogtum Steiermark | Herzogtum Steiermark | Herzogtum Steiermark | Herzogtum Steiermark | Bundesland Steiermark | Bundesland Steiermark | Bundesland Steiermark | Bundesland Steiermark | Bundesland Steiermark | Bundesland Steiermark | Bundesland Steiermark | Bundesland Steiermark | Bundesland Steiermark |
|                      |                      |                      |                      |                      |                      |                      |                      | (Kthm. Österr.)      | (Kthm. Österr.)      | (Kthm. Österr.)      | (Österr.- Ugrn.)     | (Rep. Österr.)        | (Rep. Österr.)        | (Rep. Österr.)        | (Rep. Österr.)        | (Rep. Österr.)        | (Rep. Österr.)        | (Rep. Österr.)        | (Rep. Österr.)        | (Rep. Österr.)        |
|                      | 1521                 | 1527                 | 1542                 | 1572                 | 1685                 | 1770                 | 1782                 | 1810                 | 1812                 | 1846                 | 1869                 | 1951                  | 1961                  | 1971                  | 1981                  | 1991                  | 2001                  | 2011                  | 2017                  | 2017                  |
| Elsenau (Ortsch.)    | –                    | –                    | –                    | –                    | –                    | 407                  | 345                  | 230                  | 294                  | 403                  | 341                  | 317                   | 315                   | 344                   | 396                   | 427                   | 374                   | 361                   | //                    | 304                   |
| Elsenau (Ortsch.)    | ∗23                  | 19                   | ∗20                  | 21                   | –                    | ∗∗78                 | –                    | 74                   | ∗∗70                 | –                    | 60                   | 49                    | 54                    | 57                    | 81                    | 88                    | 91                    |                       | //                    | 94                    |
| Elsenau (OB)         | –                    | –                    | –                    | –                    | –                    | –                    | –                    | –                    | –                    | –                    | –                    | 170                   | 193                   | –                     | –                     | –                     | –                     | –                     | –                     | –                     |
| Elsenau (OB)         | ∗11                  | 7                    | ∗8                   | 8                    | 10                   | –                    | –                    | –                    | –                    | –                    | –                    | 26                    | 34                    | –                     | –                     | –                     | –                     | –                     | –                     | –                     |
| Elsenau-Sparberegg   | –                    | –                    | –                    | –                    | –                    | –                    | –                    | –                    | –                    | –                    | –                    |                       |                       |                       |                       |                       |                       | 42                    | //                    | –                     |
| Elsenau-Sparberegg   | –                    | –                    | –                    | –                    | –                    | –                    | –                    | –                    | –                    | –                    | –                    |                       |                       |                       |                       |                       |                       |                       | //                    | –                     |

// … Sprung der Reihe 2011 zu 2017: Ortschaft mit Elsenau-Sparberegg (2006: 14 Häuser), aber ohne Karnegg (2017: 80 EW, 33 Adr.)

OB … Ortschaftsbestandteil (der eigentliche Ort)

## Nachweise
1. 1 2  
Kurt Klein (Bearb.): Historisches Ortslexikon. Statistische Dokumentation zur Bevölkerungs- und Siedlungsgeschichte. Hrsg.: Vienna Institute of Demography [VID] d. Österreichische Akademie der Wissenschaften. Steiermark Teil 1, Schäffern: Götzendorf, S. 133 (Onlinedokument, Erläuterungen. Suppl.; beide PDF – o.D. [aktual.]).
Spezielle Quellenangaben: 1521 o.A. •
1527: Leibsteuereinlagen, StLA. •
1542: Gültschätzungen, StLA. •
1572: Rauchgeldeinlagen 1572/73, StLA. •
1685 o.n.A. •
1770: Militär-Konskription.
Einwohner nach Manfred Straka: Verwaltungsgrenzen und Bevölkerungsentwicklung in der Steiermark 1770–1850: Erläuterungen zur ersten Lieferung des Historischen Atlasses der Steiermark. In: Forschungen zur geschichtlichen Landeskunde der Steiermark 31, 1978. Häuser nach Österreichisches Staatsarchiv, Kriegsarchiv, Konvolut 1771-98-44. •
1782: Pfarrenzählung, Diözesanarchiv Graz.
Zit. in Manfred Straka: Die Pfarrenzählung des Jahres 1782 in der Steiermark In: Beiträge zur Erforschung steirischer Geschichtsquellen 48, 1961. •
1810: Militär-Konskription. Nach Joseph Marx Liechtenstern: Statistisch-topographischer Landesschematismus des Herzogtums Steiermark. 1818. Bearb. Straka, wie 1770. •
1812: Militär-Konskription: Carl Schmutz: Historisch-topographisches Lexicon von Steyermark. 4 Bde. 1822/23. Bearb. Straka, wie 1770. •
1846: Militär-Konskription. Kundmachung über die Gerichts-Organisierung des Kronlandes Steiermark, 1849. Nach Adolph Schaubach: Salzburg, Obersteiermark, das österreichische Gebirge und das Salzkammergut. 3. Bd. von Die deutschen Alpen, 1865; 2. Aufl. Das südöstliche Tirol und Steiermark, Lungau, Kärnten, Krain, Görz und das Küstenland. 5. Bd. v. Die deutschen Alpen, 1867. Zit. n. Straka, wie 1770 und 1782. •
1869: Statistische Central-Commission (Hrsg.): Orts-Repertorien der im österreichischen Reichsrat vertretenen Königreiche und Länder. 1871. •
1951 und später: Österreichisches Statistisches Zentralamt/Statistik Austria (Hrsg.): Ortsverzeichnis. Ergebnisse der Volkszählungen; ab 2011 Registerzählungen:
2011: Schäffern: Bevölkerung nach Ortschaften. Registerzählung vom 31. Oktober 2011. (abgerufen am 27. Oktober 2017);
2017: Bevölkerung nach Ortschaften, Stand 1.1.2017, Statistik Austria. Abgerufen am 31. Oktober 2017.
2. ↑  Statistik Austria: Bevölkerung am 1.1.2024 nach Ortschaften (Gebietsstand 1.1.2024), (ODS, 500 KB)
3. 1 2 3  Pfarre Schäffern. (Memento des Originals vom 7. November 2017 im Internet Archive)  Info: Der Archivlink wurde automatisch eingesetzt und noch nicht geprüft. Bitte prüfe Original- und Archivlink gemäß Anleitung und entferne dann diesen Hinweis. stift-vorau.at, abgerufen am 28. Oktober 2017.
4. 1 2  Kurze Geschichte in Heinrich Purkarthofer: Die in den Jahren 1991 und 1992 verliehenen steirischen Gemeindewappen.In: Mitteilungen des Stmk. Landesarchivs 42–43 (1992/1993), Anhang, S. 57 (ganzer Artikel S. 45–64, landesarchiv.steiermark.at; dort S. 13).
5. 1 2  Andrea Zingl, Herbert Heissenberger: Elsenau – ein Ortsteil rund um den Schäffernerbach. In: Zeidung von Schäffern, Nr. 11, 2006, S. 12–13 (pdf, zeidung.heimat.eu).
6. ↑  Dekanat. (Memento des Originals vom 7. November 2017 im Internet Archive)  Info: Der Archivlink wurde automatisch eingesetzt und noch nicht geprüft. Bitte prüfe Original- und Archivlink gemäß Anleitung und entferne dann diesen Hinweis. stift-vorau.at, abgerufen am 28. Oktober 2017.
7. ↑  Geschichte unserer Pfarre. schaeffern.at, abgerufen am 6. November 2017.
8. ↑  Friedenskapelle bei Fam. Gamperl. Foto, zeidung.heimat.eu, abgerufen am 6. November 2017.